# Ozero Inovo
Ozero Inovo (ryska: Озеро Иново) är en sjö i Belarus.   Den ligger i voblasten Vitsebsks voblast, i den norra delen av landet, 190 km norr om huvudstaden Minsk. Ozero Inovo ligger 139 meter över havet. Arean är 0,95 kvadratkilometer. Den sträcker sig 0,8 kilometer i nord-sydlig riktning, och 2,3 kilometer i öst-västlig riktning.
Omgivningarna runt Ozero Inovo är en mosaik av jordbruksmark och naturlig växtlighet. Runt Ozero Inovo är det glesbefolkat, med 16 invånare per kvadratkilometer.